# Ministerio de Comercio e Industrias (Panamá)
El Ministerio de Comercio e Industrias de Panamá (MICI) es un Ministerio de la República de panamá que forma parte del Órgano Ejecutivo. Se encarga de desarrollar la industria nacional y ejecutar las políticas del Gobierno concernientes al comercio , al comercio exterior, las negociaciones comerciales internacionales en representación de la República de Panamá y la promoción de la inversión extranjera. El ministerio tienes sus antecedentes en el Ministerio de Agricultura, Comercio e Industrias, creado el 26 de marzo de 1969. El actual ministerio fue creado el 3 de junio de 1969 mediante el Decreto de Gabinete N.º 145.